# Mistrovství světa ve fotbale 1962 (soupisky)
Soupisky na Mistrovství světa ve fotbale 1962, které se hrálo v Chile.
| Zlato               | Stříbro                   | Bronz            |
| ------------------- | ------------------------- | ---------------- |
| Brazílie • Soupiska | Československo • Soupiska | Chile • Soupiska |

## Skupina 1

### Sovětský svaz
Hlavní trenér: Gavriil Kačalin

| Jméno                  | Datum narození     | Datum úmrtí                         | Klub             |
| Brankáři               | Brankáři           | Brankáři                            | Brankáři         |
| ---------------------- | ------------------ | ----------------------------------- | ---------------- |
| Lev Jašin              | 22. října 1929     | 20. března 1990 (ve věku 60 let)    | Dynamo Moskva    |
| Vladimir Maslačenko    | 5. března 1936     | 28. listopadu 2009 (ve věku 73 let) | Lokomotiv Moskva |
| Sergej Kotrikadze      | 9. srpna 1936      | 2. května 2011 (ve věku 74 let)     | Dinamo Tbilisi   |
| Obránci                |                    |                                     |                  |
| Eduard Dubinskij       | 6. dubna 1935      | 11. května 1969 (ve věku 34 let)    | CSKA Moskva      |
| Givi Čocheli           | 27. června 1937    | 25. února 1994 (ve věku 56 let)     | Dinamo Tbilisi   |
| Leonids Ostrovskis     | 17. ledna 1936     | 17. dubna 2001 (ve věku 65 let)     | Torpedo Moskva   |
| Anatolij Masljonkin    | 26. června 1930    | 16. května 1988 (ve věku 57 let)    | Spartak Moskva   |
| Valerij Voronin        | 17. července 1939  | 19. května 1984 (ve věku 44 let)    | Torpedo Moskva   |
| Záložníci              |                    |                                     |                  |
| Albert Šestěrňov       | 20. června 1941    | 5. listopadu 1994 (ve věku 53 let)  | CSKA Moskva      |
| Nikolaj Manošin        | 6. března 1938     | 10. února 2022 (ve věku 83 let)     | Torpedo Moskva   |
| Igor Netto –           | 9. ledna 1930      | 30. března 1999 (ve věku 69 let)    | Spartak Moskva   |
| Jožef Sabo             | 29. února 1940     |                                     | Dynamo Kyjev     |
| Slava Metreveli        | 30. května 1936    | 7. ledna 1998 (ve věku 61 let)      | Torpedo Moskva   |
| Galimzjan Chusajnov    | 27. června 1937    | 5. února 2010 (ve věku 72 let)      | Spartak Moskva   |
| Igor Čislenko          | 8. září 1939       | 22. září 1994 (ve věku 55 let)      | Dynamo Moskva    |
| Útočníci               |                    |                                     |                  |
| Gennadij Gusarov       | 11. března 1937    | 2. června 2014 (ve věku 77 let)     | Torpedo Moskva   |
| Valentin Kozmič Ivanov | 19. listopadu 1934 | 8. listopadu 2011 (ve věku 76 let)  | Torpedo Moskva   |
| Viktor Kanevskij       | 3. října 1936      | 25. listopadu 2018 (ve věku 82 let) | Dynamo Kyjev     |
| Alexej Mamykin         | 29. února 1936     | 20. září 2011 (ve věku 75 let)      | CSKA Moskva      |
| Micheil Meschi         | 12. ledna 1937     | 22. dubna 1991 (ve věku 54 let)     | Dinamo Tbilisi   |
| Viktor Ponědělnik      | 22. května 1937    | 5. prosince 2020 (ve věku 83 let)   | SKA Rostov       |
| Viktor Serebrjanikov   | 29. března 1940    | 12. listopadu 2014 (ve věku 74 let) | Dynamo Kyjev     |

### Jugoslávie
Hlavní trenér: Ljubomir Lovrić a Prvoslav Mihajlović

| Jméno               | Datum narození     | Datum úmrtí                         | Klub                   |
| Brankáři            | Brankáři           | Brankáři                            | Brankáři               |
| ------------------- | ------------------ | ----------------------------------- | ---------------------- |
| Milutin Šoškić      | 31. prosince 1937  | 27. srpna 2022 (ve věku 84 let)     | Partizan Bělehrad      |
| Srboljub Krivokuća  | 14. března 1928    | 22. prosince 2002 (ve věku 74 let)  | OFK Bělehrad           |
| Mirko Stojanović    | 11. června 1939    |                                     | Dinamo Záhřeb          |
| Obránci             |                    |                                     |                        |
| Vladimir Durković   | 6. listopadu 1937  | 22. června 1972 (ve věku 34 let)    | Crvena zvezda Bělehrad |
| Fahrudin Jusufi     | 8. prosince 1939   | 9. srpna 2019 (ve věku 79 let)      | Partizan Bělehrad      |
| Vlatko Marković     | 1. ledna 1937      | 23. září 2013 (ve věku 76 let)      | Dinamo Záhřeb          |
| Vladica Popović     | 17. března 1935    | 10. srpna 2020 (ve věku 85 let)     | Crvena zvezda Bělehrad |
| Slavko Svinjarević  | 6. dubna 1935      | 2006                                | Vojvodina Novi Sad     |
| Vasilije Šijaković  | 31. července 1929  | 10. listopadu 2003 (ve věku 74 let) | OFK Bělehrad           |
| Žarko Nikolić       | 16. října 1938     | 22. srpna 2011 (ve věku 72 let)     | Vojvodina Novi Sad     |
| Záložníci           |                    |                                     |                        |
| Petar Radaković     | 22. února 1937     | 1. listopadu 1966 (ve věku 29 let)  | Rijeka                 |
| Dragoslav Šekularac | 30. listopadu 1937 | 5. ledna 2019 (ve věku 81 let)      | Crvena zvezda Bělehrad |
| Milan Galić –       | 8. března 1938     | 13. září 2014 (ve věku 76 let)      | Partizan Bělehrad      |
| Željko Matuš        | 9. srpna 1935      |                                     | Dinamo Záhřeb          |
| Vojislav Melić      | 5. ledna 1940      | 6. dubna 2006 (ve věku 66 let)      | Crvena zvezda Bělehrad |
| Vladimir Kovačević  | 7. ledna 1940      | 28. července 2016 (ve věku 76 let)  | Partizan Bělehrad      |
| Aleksandar Ivoš     | 28. června 1931    | 24. prosince 2020 (ve věku 89 let)  | Sloboda Tuzla          |
| Útočníci            |                    |                                     |                        |
| Andrija Anković     | 16. července 1937  | 28. dubna 1980 (ve věku 42 let)     | Hajduk Split           |
| Dražan Jerković     | 6. srpna 1936      | 9. prosince 2008 (ve věku 72 let)   | Dinamo Záhřeb          |
| Josip Skoblar       | 12. března 1941    |                                     | OFK Bělehrad           |
| Muhamed Mujić       | 25. dubna 1933     | 20. února 2016 (ve věku 82 let)     | Velež Mostar           |
| Nikola Stipić       | 18. prosince 1937  |                                     | Crvena zvezda Bělehrad |

### Uruguay
Hlavní trenér: Juan Carlos Corazzo

| Jméno                  | Datum narození    | Datum úmrtí                         | Klub                |
| Brankáři               | Brankáři          | Brankáři                            | Brankáři            |
| ---------------------- | ----------------- | ----------------------------------- | ------------------- |
| Roberto Sosa           | 14. června 1935   | 27. června 2008 (ve věku 73 let)    | Nacional Montevideo |
| Luis Maidana           | 22. února 1934    |                                     | CA Peñarol          |
| Obránci                |                   |                                     |                     |
| Horacio Troche –       | 14. února 1936    | 14. července 2014 (ve věku 78 let)  | Nacional Montevideo |
| Emilio Álvarez         | 10. února 1939    | 22. ledna 2010 (ve věku 70 let)     | Nacional Montevideo |
| Omar Méndez            | 11. května 1938   | 1. července 2020 (ve věku 82 let)   | Nacional Montevideo |
| William Martínez       | 13. ledna 1928    | 28. prosince 1999 (ve věku 71 let)  | CA Peñarol          |
| Rubén Soria            | 23. ledna 1935    |                                     | CA Cerro            |
| Rubén González         | 17. července 1939 |                                     | Nacional Montevideo |
| Eliseo Álvarez         | 9. srpna 1940     | 1999                                | Nacional Montevideo |
| Záložníci              |                   |                                     |                     |
| Néstor Gonçalves       | 27. dubna 1936    | 29. prosince 2016 (ve věku 80 let)  | CA Peñarol          |
| Pedro Cubilla          | 25. srpna 1933    | 16. března 2007 (ve věku 73 let)    | Rampla Juniors      |
| Julio César Cortés     | 29. března 1941   | 24. července 2025 (ve věku 84 let)  | Sud América         |
| Edgardo González       | 30. září 1936     | 26. října 2007 (ve věku 71 let)     | CA Peñarol          |
| Ronald Langón          | 6. srpna 1939     | 31. srpna 2021 (ve věku 82 let)     | Defensor Sporting   |
| Pedro Rocha            | 3. prosince 1942  | 2. prosince 2013 (ve věku 70 let)   | CA Peñarol          |
| Útočníci               |                   |                                     |                     |
| Domingo Pérez          | 7. června 1936    | 16. srpna 2024 (ve věku 88 let)     | Nacional Montevideo |
| José Sasia             | 27. prosince 1933 | 30. srpna 1996 (ve věku 62 let)     | CA Peñarol          |
| Luis Cubilla           | 28. března 1940   | 3. března 2013 (ve věku 72 let)     | CA Peñarol          |
| Mario Ludovico Bergara | 1. prosince 1937  | 28. února 2001 (ve věku 63 let)     | Nacional Montevideo |
| Héctor Silva           | 1. února 1940     | 30. srpna 2015 (ve věku 75 let)     | Danubio FC          |
| Ángel Cabrera          | 9. října 1939     | 15. listopadu 2010 (ve věku 71 let) | CA Peñarol          |
| Guillermo Escalada     | 24. dubna 1936    | 21. června 2023 (ve věku 87 let)    | Nacional Montevideo |

### Kolumbie
Hlavní trenér:  Adolfo Pedernera

| Jméno               | Datum narození     | Datum úmrtí                         | Klub                   |
| Brankáři            | Brankáři           | Brankáři                            | Brankáři               |
| ------------------- | ------------------ | ----------------------------------- | ---------------------- |
| Efraín Sánchez      | 27. února 1926     | 16. ledna 2020 (ve věku 93 let)     | Independiente Medellín |
| Achito Vivas        | 1. března 1934     |                                     | Deportivo Pereira      |
| Obránci             |                    |                                     |                        |
| Francisco Zuluaga – | 4. února 1929      | 8. listopadu 1993 (ve věku 64 let)  | Independiente Santa Fe |
| Aníbal Alzate       | 31. ledna 1933     | 31. března 2016 (ve věku 83 let)    | Deportes Tolima        |
| Jaime González      | 1. dubna 1938      | 12. listopadu 1985 (ve věku 47 let) | América de Cali        |
| Ignacio Calle       | 21. srpna 1931     | 24. února 1982 (ve věku 50 let)     | Atlético Nacional      |
| Carlos Aponte       | 24. ledna 1939     | 1. srpna 2008 (ve věku 69 let)      | Independiente Santa Fe |
| Héctor Echeverri    | 10. dubna 1938     | 16. prosince 1988 (ve věku 50 let)  | Independiente Medellín |
| Óscar López         | 2. dubna 1939      | 20. prosince 2005 (ve věku 66 let)  | Once Caldas            |
| Záložníci           |                    |                                     |                        |
| Jaime Silva         | 10. října 1935     | 25. dubna 2003 (ve věku 67 let)     | Independiente Santa Fe |
| Rolando Serrano     | 13. listopadu 1938 | 13. června 2022 (ve věku 83 let)    | América de Cali        |
| Hernando Tovar      | 17. září 1938      |                                     | Independiente Santa Fe |
| Marco Coll          | 23. srpna 1935     | 5. června 2017 (ve věku 81 let)     | América de Cali        |
| Útočníci            |                    |                                     |                        |
| Germán Aceros       | 30. září 1938      | 29. října 2018 (ve věku 80 let)     | Deportivo Cali         |
| Luis Paz            | 25. června 1942    | 27. června 2015 (ve věku 73 let)    | América de Cali        |
| Ignacio Pérez       | 19. prosince 1934  | 16. listopadu 2009 (ve věku 74 let) | Once Caldas            |
| Marino Klinger      | 7. února 1936      | 19. května 1975 (ve věku 39 let)    | Millonarios FC         |
| Eusebio Escobar     | 2. července 1936   |                                     | Deportivo Pereira      |
| Delio Gamboa        | 28. ledna 1936     | 23. srpna 2018 (ve věku 82 let)     | Millonarios FC         |
| Antonio Rada        | 13. června 1937    | 1. června 2014 (ve věku 76 let)     | Deportivo Pereira      |
| Héctor González     | 7. července 1937   | 23. srpna 2015 (ve věku 78 let)     | Independiente Santa Fe |
| Jairo Arias         | 2. listopadu 1938  | 13. října 2023 (ve věku 84 let)     | Atlético Nacional      |

## Skupina 2

### SRN
Hlavní trenér: Sepp Herberger

| Jméno                   | Datum narození     | Datum úmrtí                        | Klub                     |
| Brankáři                | Brankáři           | Brankáři                           | Brankáři                 |
| ----------------------- | ------------------ | ---------------------------------- | ------------------------ |
| Hans Tilkowski          | 12. července 1935  | 5. ledna 2020 (ve věku 84 let)     | Westfalia Herne          |
| Günter Sawitzki         | 22. listopadu 1932 | 14. prosince 2020 (ve věku 88 let) | VfB Stuttgart            |
| Wolfgang Fahrian        | 31. května 1941    | 22. dubna 2022 (ve věku 80 let)    | TSG Ulm 1846             |
| Obránci                 |                    |                                    |                          |
| Herbert Erhardt         | 6. července 1930   | 3. července 2010 (ve věku 79 let)  | Greuther Fürth           |
| Karl-Heinz Schnellinger | 31. března 1939    | 20. května 2024 (ve věku 85 let)   | 1. FC Köln               |
| Willi Schulz            | 4. října 1938      |                                    | FC Schalke 04            |
| Leo Wilden              | 3. července 1936   | 5. května 2022 (ve věku 85 let)    | 1. FC Köln               |
| Hans Nowak              | 9. srpna 1937      | 19. července 2012 (ve věku 74 let) | FC Schalke 04            |
| Jürgen Kurbjuhn         | 26. července 1940  | 15. března 2014 (ve věku 73 let)   | Hamburger SV             |
| Jürgen Werner           | 15. srpna 1935     | 28. května 2002 (ve věku 66 let)   | Hamburger SV             |
| Záložníci               |                    |                                    |                          |
| Horst Szymaniak         | 29. srpna 1934     | 9. října 2009 (ve věku 75 let)     | Calcio Catania           |
| Willi Koslowski         | 17. února 1937     | 11. července 2024 (ve věku 87 let) | FC Schalke 04            |
| Albert Brülls           | 26. března 1937    | 28. března 2004 (ve věku 67 let)   | Borussia Mönchengladbach |
| Willi Giesemann         | 2. září 1937       | 4. října 2024 (ve věku 87 let)     | Bayern Mnichov           |
| Hans Sturm              | 3. září 1934       | 24. června 2007 (ve věku 72 let)   | 1. FC Köln               |
| Günther Herrmann        | 11. září 1939      | 22. července 2023 (ve věku 83 let) | Karlsruher SC            |
| Útočníci                |                    |                                    |                          |
| Helmut Haller           | 21. července 1939  | 11. října 2012 (ve věku 73 let)    | BC Augsburg              |
| Uwe Seeler              | 5. listopadu 1936  | 21. července 2022 (ve věku 85 let) | Hamburger SV             |
| Hans Schäfer –          | 19. října 1927     | 7. listopadu 2017 (ve věku 90 let) | 1. FC Köln               |
| Engelbert Kraus         | 30. července 1934  | 14. května 2016 (ve věku 81 let)   | Kickers Offenbach        |
| Heinz Strehl            | 20. července 1938  | 11. srpna 1986 (ve věku 48 let)    | 1. FC Norimberk          |
| Heinz Vollmar           | 26. dubna 1936     | 12. října 1987 (ve věku 51 let)    | 1. FC Saarbrücken        |

### Chile
Hlavní trenér: Fernando Riera

| Jméno             | Datum narození     | Datum úmrtí                         | Klub                      |
| Brankáři          | Brankáři           | Brankáři                            | Brankáři                  |
| ----------------- | ------------------ | ----------------------------------- | ------------------------- |
| Misael Escuti     | 20. prosince 1926  | 3. ledna 2005 (ve věku 78 let)      | Colo-Colo                 |
| Adán Godoy        | 26. listopadu 1936 |                                     | Santiago Morning          |
| Manuel Astorga    | 15. května 1943    |                                     | Club Universidad de Chile |
| Obránci           |                    |                                     |                           |
| Luis Eyzaguirre   | 22. června 1939    |                                     | Club Universidad de Chile |
| Raúl Sánchez      | 26. října 1933     | 28. února 2016 (ve věku 82 let)     | Santiago Wanderers        |
| Sergio Navarro –  | 20. února 1936     |                                     | Club Universidad de Chile |
| Carlos Contreras  | 7. října 1938      | 17. dubna 2020 (ve věku 81 let)     | Club Universidad de Chile |
| Sergio Valdés     | 22. června 1935    | 2. dubna 2019 (ve věku 83 let)      | Universidad Católica      |
| Hugo Lepe         | 14. dubna 1940     | 4. července 1991 (ve věku 51 let)   | Santiago Morning          |
| Manuel Rodríguez  | 18. ledna 1938     | 26. září 2018 (ve věku 80 let)      | Unión Española            |
| Humberto Cruz     | 8. prosince 1939   |                                     | Santiago Morning          |
| Záložníci         |                    |                                     |                           |
| Eladio Rojas      | 8. listopadu 1934  | 13. ledna 1991 (ve věku 56 let)     | Everton de Viña del Mar   |
| Jorge Toro        | 10. ledna 1939     | 16. února 2024 (ve věku 85 let)     | Colo-Colo                 |
| Mario Ortiz       | 28. ledna 1936     | 2. května 2009 (ve věku 73 let)     | Colo-Colo                 |
| Útočníci          |                    |                                     |                           |
| Jaime Ramírez     | 14. srpna 1931     | 26. února 2003 (ve věku 71 let)     | Club Universidad de Chile |
| Honorino Landa    | 1. června 1942     | 30. května 1987 (ve věku 44 let)    | Unión Española            |
| Alberto Fouilloux | 22. listopadu 1940 | 23. června 2018 (ve věku 77 let)    | Universidad Católica      |
| Leonel Sánchez    | 25. dubna 1936     | 2. dubna 2022 (ve věku 85 let)      | Club Universidad de Chile |
| Mario Moreno      | 31. prosince 1935  | 2. března 2005 (ve věku 69 let)     | Colo-Colo                 |
| Braulio Musso     | 8. března 1930     | 18. června 2025 (ve věku 95 let)    | Club Universidad de Chile |
| Carlos Campos     | 14. února 1937     | 11. listopadu 2020 (ve věku 83 let) | Club Universidad de Chile |
| Armando Tobar     | 7. června 1938     | 18. listopadu 2016 (ve věku 78 let) | Universidad Católica      |

### Itálie
Hlavní trenér: Paolo Mazza a Giovanni Ferrari

| Jméno                | Datum narození     | Datum úmrtí                        | Klub            |
| Brankáři             | Brankáři           | Brankáři                           | Brankáři        |
| -------------------- | ------------------ | ---------------------------------- | --------------- |
| Lorenzo Buffon –     | 19. prosince 1929  |                                    | Inter Milán     |
| Carlo Mattrel        | 14. dubna 1937     | 25. září 1976 (ve věku 39 let)     | Palermo SSD     |
| Enrico Albertosi     | 2. listopadu 1939  |                                    | Fiorentina      |
| Obránci              |                    |                                    |                 |
| Giacomo Losi         | 10. září 1935      | 4. února 2024 (ve věku 88 let)     | AS Řím          |
| Sandro Salvadore     | 29. listopadu 1939 | 4. ledna 2007 (ve věku 67 let)     | AC Milán        |
| Cesare Maldini       | 5. února 1932      | 3. dubna 2016 (ve věku 84 let)     | AC Milán        |
| Enzo Robotti         | 13. června 1935    |                                    | Fiorentina      |
| Mario David          | 13. března 1934    | 26. června 2005 (ve věku 71 let)   | AC Milán        |
| Francesco Janich     | 27. března 1937    | 28. prosince 2019 (ve věku 82 let) | Bologna FC 1909 |
| Záložníci            |                    |                                    |                 |
| Luigi Radice         | 15. ledna 1935     | 7. prosince 2018 (ve věku 83 let)  | AC Milán        |
| Giovanni Trapattoni  | 17. března 1939    |                                    | AC Milán        |
| Paride Tumburus      | 8. března 1939     | 23. října 2015 (ve věku 76 let)    | Bologna FC 1909 |
| Giorgio Ferrini      | 18. srpna 1939     | 8. listopadu 1976 (ve věku 37 let) | Turín FC        |
| Útočníci             |                    |                                    |                 |
| Bruno Mora           | 29. března 1937    | 10. prosince 1986 (ve věku 49 let) | Juventus FC     |
| Humberto Maschio     | 20. února 1933     | 20. srpna 2024 (ve věku 91 let)    | Atalanta BC     |
| José Altafini        | 24. července 1938  |                                    | AC Milán        |
| Omar Sívori          | 2. října 1935      | 17. února 2005 (ve věku 69 let)    | Juventus FC     |
| Giampaolo Menichelli | 29. června 1938    |                                    | AS Řím          |
| Gianni Rivera        | 18. srpna 1943     |                                    | AC Milán        |
| Angelo Sormani       | 3. července 1939   |                                    | Mantova 1911    |
| Ezio Pascutti        | 1. června 1937     | 4. ledna 2017 (ve věku 79 let)     | Bologna FC 1909 |
| Giacomo Bulgarelli   | 24. října 1940     | 12. února 2009 (ve věku 68 let)    | Bologna FC 1909 |

### Švýcarsko
Hlavní trenér:  Karl Rappan

| Jméno             | Datum narození    | Datum úmrtí                         | Klub                    |
| Brankáři          | Brankáři          | Brankáři                            | Brankáři                |
| ----------------- | ----------------- | ----------------------------------- | ----------------------- |
| Karl Elsener      | 13. srpna 1934    | 27. června 2010 (ve věku 75 let)    | Grasshopper Club Zürich |
| Antonio Permunian | 15. srpna 1930    | 5. března 2020 (ve věku 89 let)     | FC Luzern               |
| Kurt Stettler     | 21. srpna 1932    | 8. prosince 2020 (ve věku 88 let)   | FC Basilej              |
| Obránci           |                   |                                     |                         |
| Ely Tacchella     | 25. května 1936   | 2. srpna 2017 (ve věku 81 let)      | FC Lausanne-Sport       |
| Fritz Morf        | 29. ledna 1928    | 30. června 2011 (ve věku 83 let)    | FC Grenchen             |
| Peter Rösch       | 15. září 1930     | 12. ledna 2006 (ve věku 75 let)     | Servette FC             |
| Heinz Schneiter   | 12. dubna 1935    | 6. června 2017 (ve věku 82 let)     | Young Boys Bern         |
| Fritz Kehl        | 12. července 1937 |                                     | FC Curych               |
| Eugen Meier       | 30. dubna 1930    | 26. března 2002 (ve věku 71 let)    | Young Boys Bern         |
| Záložníci         |                   |                                     |                         |
| André Grobéty     | 22. června 1933   | 20. července 2016 (ve věku 83 let)  | FC Lausanne-Sport       |
| Willy Kernen      | 6. srpna 1929     | 12. listopadu 2009 (ve věku 80 let) | FC La Chaux-de-Fonds    |
| Hans Weber        | 8. září 1934      | 10. února 1965 (ve věku 30 let)     | FC Basilej              |
| Anton Allemann    | 6. ledna 1936     | 3. srpna 2008 (ve věku 72 let)      | Mantova 1911            |
| Roger Vonlanthen  | 5. prosince 1930  | 9. července 2020 (ve věku 89 let)   | FC Lausanne-Sport       |
| Útočníci          |                   |                                     |                         |
| Rolf Wüthrich     | 4. září 1938      | 3. června 2004 (ve věku 65 let)     | Servette FC             |
| Roberto Frigerio  | 16. května 1938   | 9. dubna 2023 (ve věku 84 let)      | FC La Chaux-de-Fonds    |
| Marcel Vonlanthen | 8. září 1933      |                                     | FC Lausanne-Sport       |
| Charles Antenen – | 3. listopadu 1929 | 20. května 2000 (ve věku 70 let)    | FC La Chaux-de-Fonds    |
| Richard Dürr      | 1. prosince 1938  | 30. května 2014 (ve věku 75 let)    | FC Lausanne-Sport       |
| Norbert Eschmann  | 19. března 1933   | 13. května 2009 (ve věku 76 let)    | Stade Français FC       |
| Philippe Pottier  | 9. července 1938  | 22. září 1985 (ve věku 47 let)      | Stade Français FC       |
| Gilbert Rey       | 30. října 1930    |                                     | FC Lausanne-Sport       |

## Skupina 3

### Brazílie
Hlavní trenér: Aymoré Moreira

| Jméno         | Datum narození     | Datum úmrtí                         | Klub          |
| Brankáři      | Brankáři           | Brankáři                            | Brankáři      |
| ------------- | ------------------ | ----------------------------------- | ------------- |
| Gilmar        | 22. srpna 1930     | 25. srpna 2013 (ve věku 83 let)     | Santos FC     |
| Castilho      | 27. listopadu 1927 | 2. února 1987 (ve věku 59 let)      | Fluminense FC |
| Obránci       |                    |                                     |               |
| Djalma Santos | 27. února 1929     | 23. července 2013 (ve věku 84 let)  | Palmeiras     |
| Mauro –       | 30. srpna 1930     | 18. září 2002 (ve věku 72 let)      | Santos FC     |
| Zózimo        | 19. června 1932    | 17. července 1977 (ve věku 45 let)  | Bangu         |
| Nílton Santos | 16. května 1925    | 27. listopadu 2013 (ve věku 88 let) | Botafogo      |
| Jair Marinho  | 17. července 1936  | 7. března 2020 (ve věku 83 let)     | Fluminense FC |
| Bellini       | 7. června 1930     | 20. března 2014 (ve věku 83 let)    | São Paulo FC  |
| Jurandir      | 12. listopadu 1940 | 6. března 1996 (ve věku 55 let)     | São Paulo FC  |
| Altair        | 22. ledna 1938     | 9. srpna 2019 (ve věku 81 let)      | Fluminense FC |
| Záložníci     |                    |                                     |               |
| Zito          | 18. srpna 1932     | 14. června 2015 (ve věku 82 let)    | Santos FC     |
| Didi          | 8. října 1929      | 12. května 2001 (ve věku 71 let)    | Botafogo      |
| Zequinha      | 18. listopadu 1934 | 25. července 2009 (ve věku 74 let)  | Palmeiras     |
| Mengálvio     | 17. října 1939     |                                     | Santos FC     |
| Útočníci      |                    |                                     |               |
| Garrincha     | 28. října 1933     | 20. ledna 1983 (ve věku 49 let)     | Botafogo      |
| Coutinho      | 11. června 1943    | 11. března 2019 (ve věku 75 let)    | Santos FC     |
| Pelé          | 23. října 1940     | 29. prosince 2022 (ve věku 82 let)  | Santos FC     |
| Pepe          | 25. února 1935     |                                     | Santos FC     |
| Jair da Costa | 9. července 1940   | 26. dubna 2025 (ve věku 84 let)     | Portuguesa    |
| Vavá          | 12. listopadu 1934 | 19. ledna 2002 (ve věku 67 let)     | Palmeiras     |
| Amarildo      | 29. června 1939    |                                     | Botafogo      |
| Mário Zagallo | 9. srpna 1931      | 5. ledna 2024 (ve věku 92 let)      | Botafogo      |

### Československo
Hlavní trenér: Rudolf Vytlačil

| Jméno               | Datum narození     | Datum úmrtí                         | Klub                   |
| Brankáři            | Brankáři           | Brankáři                            | Brankáři               |
| ------------------- | ------------------ | ----------------------------------- | ---------------------- |
| Viliam Schrojf      | 2. srpna 1931      | 1. září 2007 (ve věku 76 let)       | ŠK Slovan Bratislava   |
| František Schmucker | 28. ledna 1940     | 15. července 2004 (ve věku 64 let)  | RH Brno                |
| Pavel Kouba         | 1. září 1939       | 13. září 1993 (ve věku 54 let)      | Dukla Praha            |
| Obránci             |                    |                                     |                        |
| Jan Lála            | 10. září 1938      |                                     | Dynamo Praha           |
| Ján Popluhár        | 12. září 1935      | 6. března 2011 (ve věku 75 let)     | ŠK Slovan Bratislava   |
| Ladislav Novák –    | 5. prosince 1931   | 21. března 2011 (ve věku 79 let)    | Dukla Praha            |
| Svatopluk Pluskal   | 28. října 1930     | 29. května 2005 (ve věku 74 let)    | Dukla Praha            |
| Jiří Tichý          | 6. prosince 1933   | 26. srpna 2016 (ve věku 82 let)     | TJ Slovnaft Bratislava |
| Titus Buberník      | 12. října 1933     | 27. března 2022 (ve věku 88 let)    | TJ Slovnaft Bratislava |
| Jozef Bomba         | 30. března 1939    | 27. října 2005 (ve věku 66 let)     | Tatran Prešov          |
| Záložníci           |                    |                                     |                        |
| Josef Masopust      | 9. února 1931      | 29. června 2015 (ve věku 84 let)    | Dukla Praha            |
| Jozef Štibrányi     | 11. ledna 1940     |                                     | Spartak Trnava         |
| Útočníci            |                    |                                     |                        |
| Adolf Scherer       | 5. května 1938     | 22. července 2023 (ve věku 85 let)  | TJ Slovnaft Bratislava |
| Pavol Molnár        | 13. února 1936     | 6. listopadu 2021 (ve věku 85 let)  | ŠK Slovan Bratislava   |
| Jozef Adamec        | 26. února 1942     | 24. prosince 2018 (ve věku 76 let)  | Dukla Praha            |
| Josef Jelínek       | 9. ledna 1941      | 29. listopadu 2024 (ve věku 83 let) | Dukla Praha            |
| Václav Mašek        | 21. března 1941    |                                     | Spartak Praha Sokolovo |
| Vladimír Kos        | 31. března 1936    | 17. září 2017 (ve věku 81 let)      | ČKD Praha              |
| Tomáš Pospíchal     | 26. června 1936    | 21. října 2003 (ve věku 67 let)     | Baník Ostrava          |
| Josef Kadraba       | 29. září 1933      | 5. srpna 2019 (ve věku 85 let)      | SONP Kladno            |
| Andrej Kvašňák      | 19. května 1936    | 18. dubna 2007 (ve věku 70 let)     | Spartak Praha Sokolovo |
| Jaroslav Borovička  | 26. listopadu 1931 | 29. prosince 1992 (ve věku 61 let)  | Dukla Praha            |

### Mexiko
Hlavní trenér: Ignacio Tréllez

| Jméno                   | Datum narození     | Datum úmrtí                        | Klub                    |
| Brankáři                | Brankáři           | Brankáři                           | Brankáři                |
| ----------------------- | ------------------ | ---------------------------------- | ----------------------- |
| Antonio Carbajal –      | 7. června 1929     | 9. května 2023 (ve věku 93 let)    | Club León               |
| Jaime Gómez             | 29. prosince 1929  | 4. května 2008 (ve věku 78 let)    | CD Guadalajara          |
| Antonio Mota            | 26. ledna 1939     | 13. září 1986 (ve věku 47 let)     | Club Deportivo Oro      |
| Obránci                 |                    |                                    |                         |
| Jesús del Muro          | 30. listopadu 1937 | 2. října 2022 (ve věku 84 let)     | Atlas FC                |
| Guillermo Sepúlveda     | 29. listopadu 1934 | 19. května 2021 (ve věku 86 let)   | CD Guadalajara          |
| José Villegas           | 20. června 1934    | 24. prosince 2021 (ve věku 87 let) | CD Guadalajara          |
| Raúl Cárdenas           | 30. října 1928     | 26. března 2016 (ve věku 87 let)   | Club Atlético Zacatepec |
| Arturo Chaires          | 14. března 1937    | 18. června 2020 (ve věku 93 let)   | CD Guadalajara          |
| Ignacio Jáuregui        | 31. července 1938  |                                    | Atlas FC                |
| Záložníci               |                    |                                    |                         |
| Pedro Nájera            | 3. února 1929      | 21. srpna 2020 (ve věku 91 let)    | Club América            |
| Salvador Reyes          | 20. září 1936      | 29. prosince 2012 (ve věku 76 let) | CD Guadalajara          |
| Pedro Romero            | 12. srpna 1937     | 12. března 2018 (ve věku 80 let)   | Deportivo Toluca FC     |
| Salvador Farfán         | 22. června 1932    | 7. března 2023 (ve věku 90 let)    | Atlante FC              |
| Mario Velarde           | 29. března 1940    | 19. srpna 1997 (ve věku 57 let)    | Club Necaxa             |
| Útočníci                |                    |                                    |                         |
| Alfredo del Águila      | 3. ledna 1935      | 26. července 2018 (ve věku 83 let) | Deportivo Toluca FC     |
| Héctor Hernández        | 6. prosince 1935   | 15. června 1984 (ve věku 48 let)   | CD Guadalajara          |
| Guillermo Ortiz Camargo | 25. června 1939    | 17. prosince 2009 (ve věku 70 let) | Club Necaxa             |
| Isidoro Díaz            | 14. března 1938    |                                    | CD Guadalajara          |
| Felipe Ruvalcaba        | 16. února 1941     | 4. září 2019 (ve věku 78 let)      | Club Deportivo Oro      |
| Alfredo Hernández       | 18. června 1935    | 17. ledna 2003 (ve věku 67 let)    | CF Monterrey            |
| Antonio Jasso           | 11. března 1935    | 26. června 2013 (ve věku 78 let)   | Club América            |
| Alberto Baeza           | 6. prosince 1938   |                                    | Club Necaxa             |

### Španělsko
Hlavní trenér:  Helenio Herrera

| Jméno                  | Datum narození     | Datum úmrtí                         | Klub            |
| Brankáři               | Brankáři           | Brankáři                            | Brankáři        |
| ---------------------- | ------------------ | ----------------------------------- | --------------- |
| José Araquistáin       | 4. března 1937     |                                     | Real Madrid     |
| Salvador Sadurní       | 3. dubna 1941      |                                     | FC Barcelona    |
| Carmelo Cedrún         | 6. prosince 1930   |                                     | Athletic Bilbao |
| Obránci                |                    |                                     |                 |
| Luis María Echeberría  | 24. března 1940    | 19. října 2016 (ve věku 76 let)     | Athletic Bilbao |
| Sigfrid Gràcia         | 27. března 1932    | 23. května 2005 (ve věku 73 let)    | FC Barcelona    |
| Feliciano Rivilla      | 21. srpna 1936     | 6. listopadu 2017 (ve věku 81 let)  | Atlético Madrid |
| Pachín                 | 28. prosince 1938  | 10. února 2021 (ve věku 82 let)     | Real Madrid     |
| Severino Reija         | 25. listopadu 1938 |                                     | Real Zaragoza   |
| Rodri                  | 8. března 1934     | 17. května 2022 (ve věku 88 let)    | FC Barcelona    |
| José Santamaría        | 31. července 1929  |                                     | Real Madrid     |
| Joan Segarra –         | 15. listopadu 1927 | 3. září 2008 (ve věku 80 let)       | FC Barcelona    |
| Záložníci              |                    |                                     |                 |
| Luis del Sol           | 6. dubna 1935      | 20. června 2021 (ve věku 86 let)    | Real Madrid     |
| Jesús Garay            | 10. září 1930      | 10. února 1995 (ve věku 64 let)     | FC Barcelona    |
| Martí Vergés           | 8. března 1934     | 17. února 2021 (ve věku 86 let)     | FC Barcelona    |
| Útočníci               |                    |                                     |                 |
| Enrique Collar         | 2. listopadu 1934  |                                     | Atlético Madrid |
| Alfredo Di Stéfano     | 4. července 1926   | 7. července 2014 (ve věku 88 let)   | Real Madrid     |
| Francisco Gento        | 21. října 1933     | 18. ledna 2022 (ve věku 88 let)     | Real Madrid     |
| Joaquín Peiró          | 29. ledna 1936     | 18. března 2020 (ve věku 84 let)    | Atlético Madrid |
| Ferenc Puskás          | 2. dubna 1927      | 17. listopadu 2006 (ve věku 79 let) | Real Madrid     |
| Eulogio Martínez       | 11. června 1935    | 30. září 1984 (ve věku 49 let)      | FC Barcelona    |
| Adelardo               | 26. září 1939      |                                     | Atlético Madrid |
| Luis Suárez Miramontes | 2. května 1935     | 9. července 2023 (ve věku 88 let)   | Inter Milán     |

## Skupina 4

### Maďarsko
Hlavní trenér: Lajos Baróti

| Jméno              | Datum narození     | Datum úmrtí                         | Klub               |
| Brankáři           | Brankáři           | Brankáři                            | Brankáři           |
| ------------------ | ------------------ | ----------------------------------- | ------------------ |
| Gyula Grosics –    | 4. února 1926      | 13. června 2014 (ve věku 88 let)    | Tatabányai Bányász |
| Antal Szentmihályi | 13. června 1937    |                                     | Vasas SC           |
| István Ilku        | 6. března 1933     | 17. dubna 2005 (ve věku 72 let)     | Dorogi AC          |
| Obránci            |                    |                                     |                    |
| Sándor Mátrai      | 20. listopadu 1932 | 30. května 2002 (ve věku 69 let)    | Ferencvárosi TC    |
| Kálmán Mészöly     | 16. července 1941  | 21. listopadu 2022 (ve věku 81 let) | Vasas SC           |
| László Sárosi      | 27. února 1932     | 2. dubna 2016 (ve věku 84 let)      | Vasas SC           |
| Ernő Solymosi      | 21. září 1940      | 19. února 2011 (ve věku 70 let)     | Újpesti Dózsa SC   |
| Kálmán Sóvári      | 21. prosince 1940  | 16. prosince 2020 (ve věku 79 let)  | Újpesti Dózsa SC   |
| Kálmán Ihász       | 6. prosince 1941   | 31. ledna 2019 (ve věku 77 let)     | Vasas SC           |
| Záložníci          |                    |                                     |                    |
| Ferenc Sipos       | 13. prosince 1932  | 17. března 1997 (ve věku 64 let)    | MTK Budapešť       |
| Lajos Tichy        | 21. března 1935    | 6. ledna 1999 (ve věku 63 let)      | Budapest Honvéd FC |
| István Nagy        | 14. dubna 1939     | 22. října 1999 (ve věku 60 let)     | MTK Budapešť       |
| Iván Menczel       | 14. prosince 1941  | 26. listopadu 2011 (ve věku 69 let) | Salgótarjáni BTC   |
| Útočníci           |                    |                                     |                    |
| Károly Sándor      | 29. listopadu 1928 | 10. září 2014 (ve věku 85 let)      | MTK Budapešť       |
| János Göröcs       | 8. května 1939     | 23. února 2020 (ve věku 80 let)     | Újpesti Dózsa SC   |
| Flórián Albert     | 15. září 1941      | 31. října 2011 (ve věku 70 let)     | Ferencvárosi TC    |
| Máté Fenyvesi      | 19. září 1933      | 17. února 2022 (ve věku 88 let)     | Ferencvárosi TC    |
| János Farkas       | 27. března 1942    | 29. září 1989 (ve věku 47 let)      | Vasas SC           |
| Gyula Rákosi       | 9. října 1938      |                                     | Ferencvárosi TC    |
| Tivadar Monostori  | 24. srpna 1936     | 18. března 2014 (ve věku 77 let)    | Dorogi AC          |
| Béla Kuharszki     | 20. dubna 1940     | 7. března 2016 (ve věku 75 let)     | Újpesti Dózsa SC   |
| László Bödör       | 17. srpna 1933     |                                     | MTK Budapešť       |

### Anglie
Hlavní trenér: Walter Winterbottom

| Jméno           | Datum narození    | Datum úmrtí                         | Klub                       |
| Brankáři        | Brankáři          | Brankáři                            | Brankáři                   |
| --------------- | ----------------- | ----------------------------------- | -------------------------- |
| Ron Springett   | 22. července 1935 | 12. září 2015 (ve věku 80 let)      | Sheffield Wednesday FC     |
| Alan Hodgkinson | 16. srpna 1936    | 8. prosince 2015 (ve věku 79 let)   | Sheffield United FC        |
| Obránci         |                   |                                     |                            |
| Jimmy Armfield  | 2. září 1935      | 22. ledna 2018 (ve věku 82 let)     | Blackpool FC               |
| Ray Wilson      | 17. prosince 1934 | 15. května 2018 (ve věku 83 let)    | Huddersfield Town AFC      |
| Maurice Norman  | 8. května 1934    | 27. listopadu 2022 (ve věku 88 let) | Tottenham Hotspur FC       |
| Bobby Moore     | 12. dubna 1941    | 24. února 1993 (ve věku 51 let)     | West Ham United FC         |
| Don Howe        | 12. října 1935    | 23. prosince 2015 (ve věku 80 let)  | West Bromwich Albion FC    |
| Záložníci       |                   |                                     |                            |
| Peter Swan      | 8. října 1936     | 21. ledna 2021 (ve věku 84 let)     | Sheffield Wednesday FC     |
| Ron Flowers     | 28. července 1934 | 12. listopadu 2021 (ve věku 87 let) | Wolverhampton Wanderers FC |
| John Connelly   | 18. července 1938 | 25. října 2012 (ve věku 74 let)     | Burnley FC                 |
| Bryan Douglas   | 27. května 1934   |                                     | Blackburn Rovers FC        |
| Stan Anderson   | 27. února 1933    | 10. června 2018 (ve věku 85 let)    | Sunderland AFC             |
| George Eastham  | 23. září 1936     | 20. prosince 2024 (ve věku 88 let)  | Arsenal FC                 |
| Jimmy Adamson   | 4. dubna 1929     | 8. listopadu 2011 (ve věku 82 let)  | Burnley FC                 |
| Útočníci        |                   |                                     |                            |
| Bobby Robson    | 18. února 1933    | 31. července 2009 (ve věku 76 let)  | West Bromwich Albion FC    |
| Jimmy Greaves   | 20. února 1940    | 19. září 2021 (ve věku 81 let)      | Tottenham Hotspur FC       |
| Gerry Hitchens  | 8. října 1934     | 13. dubna 1983 (ve věku 48 let)     | Inter Milán                |
| Johnny Haynes – | 17. října 1934    | 18. října 2005 (ve věku 71 let)     | Fulham FC                  |
| Bobby Charlton  | 11. října 1937    | 21. října 2023 (ve věku 86 let)     | Manchester United FC       |
| Roger Hunt      | 20. července 1938 | 27. září 2021 (ve věku 83 let)      | Liverpool FC               |
| Alan Peacock    | 29. října 1937    | 29. června 2025 (ve věku 87 let)    | Middlesbrough FC           |
| Derek Kevan *   | 6. března 1935    | 4. ledna 2013 (ve věku 77 let)      | West Bromwich Albion FC    |

- Derek Kevan na turnaj MS 1962 necestoval.

### Argentina
Hlavní trenér: Juan Carlos Lorenzo

| Jméno                  | Datum narození     | Datum úmrtí                         | Klub                    |
| Brankáři               | Brankáři           | Brankáři                            | Brankáři                |
| ---------------------- | ------------------ | ----------------------------------- | ----------------------- |
| Antonio Roma           | 13. července 1932  | 20. února 2013 (ve věku 80 let)     | Boca Juniors            |
| Rogelio Domínguez      | 9. března 1931     | 23. července 2004 (ve věku 73 let)  | River Plate             |
| Obránci                |                    |                                     |                         |
| José Ramos Delgado     | 25. srpna 1935     | 3. prosince 2010 (ve věku 75 let)   | River Plate             |
| Silvio Marzolini       | 4. října 1940      | 7. prosince 2020 (ve věku 80 let)   | Boca Juniors            |
| Alberto Sainz          | 13. prosince 1937  | 16. ledna 2016 (ve věku 78 let)     | River Plate             |
| Raúl Páez              | 26. května 1937    | 29. května 1996 (ve věku 59 let)    | San Lorenzo             |
| Alberto Mariotti       | 23. srpna 1935     |                                     | San Lorenzo             |
| Rubén Navarro –        | 11. března 1933    | 14. července 2003 (ve věku 70 let)  | CA Independiente        |
| Rafael Albrecht        | 28. srpna 1941     | 3. května 2021 (ve věku 79 let)     | Estudiantes de La Plata |
| Vladislao Cap          | 5. července 1934   | 14. září 1982 (ve věku 48 let)      | River Plate             |
| Záložníci              |                    |                                     |                         |
| Federico Sacchi        | 4. září 1936       | 7. listopadu 2023 (ve věku 87 let)  | Racing Club             |
| Oscar Rossi            | 27. července 1930  | 6. září 2012 (ve věku 82 let)       | San Lorenzo             |
| Antonio Rattín         | 16. května 1937    |                                     | Boca Juniors            |
| Ramón Abeledo          | 29. dubna 1937     |                                     | CA Independiente        |
| Útočníci               |                    |                                     |                         |
| Héctor Facundo         | 2. listopadu 1937  | 13. listopadu 2009 (ve věku 72 let) | San Lorenzo             |
| Martín Pando           | 26. prosince 1934  | 7. května 2021 (ve věku 86 let)     | River Plate             |
| Marcelo Pagani         | 19. srpna 1941     |                                     | River Plate             |
| José Sanfilippo        | 4. května 1935     |                                     | San Lorenzo             |
| Raúl Belén             | 1. července 1931   | 22. srpna 2010 (ve věku 79 let)     | Racing Club             |
| Rubén Sosa             | 14. listopadu 1936 | 13. září 2008 (ve věku 71 let)      | Racing Club             |
| Juan Carlos Oleniak    | 4. března 1942     |                                     | Argentinos Juniors      |
| Alberto Mario González | 21. srpna 1941     | 26. února 2023 (ve věku 81 let)     | Boca Juniors            |

### Bulharsko
Hlavní trenér: Georgi Pačedžiev

| Jméno             | Datum narození     | Datum úmrtí                                            | Klub             |
| Brankáři          | Brankáři           | Brankáři                                               | Brankáři         |
| ----------------- | ------------------ | ------------------------------------------------------ | ---------------- |
| Georgi Najdenov   | 21. prosince 1931  | 28. května 1970 (ve věku 38 let)                       | CSKA Sofia       |
| Ivan Ivanov       | 10. dubna 1942     | 26. května 2006 (ve věku 64 let)                       | Černo More Varna |
| Nikola Paršanov   | 16. února 1934     | 26. října 2014 (ve věku 80 let)                        | Spartak Pleven   |
| Obránci           |                    |                                                        |                  |
| Kiril Rakarov –   | 24. května 1932    | 25. srpna 2006 (ve věku 74 let)                        | CSKA Sofia       |
| Ivan Dimitrov     | 14. května 1935    | 1. ledna 2019 (ve věku 83 let)                         | Lokomotiv Sofia  |
| Dimitar Kostov    | 26. července 1936  |                                                        | Levski Sofia     |
| Dimitar Dimov     | 13. prosince 1937  | 25. května 2008 (ve věku 70 let)                       | Spartak Plovdiv  |
| Dobromir Žečev    | 12. listopadu 1942 |                                                        | Spartak Sofia    |
| Záložníci         |                    |                                                        |                  |
| Stojan Kitov      | 27. srpna 1938     |                                                        | Spartak Sofia    |
| Nikola Kovačev    | 4. června 1934     | 26. listopadu 2009 (ve věku 75 let)                    | CSKA Sofia       |
| Todor Diev        | 28. ledna 1934     | 6. ledna 1995 (ve věku 60 let)                         | Spartak Plovdiv  |
| Aleksandar Kostov | 5. března 1938     | 15. dubna 2019 (ve věku 81 let)                        | Levski Sofia     |
| Pantelej Dimitrov | 2. listopadu 1940  | 23. června 2001 (ve věku 60 let)                       | CSKA Sofia       |
| Útočníci          |                    |                                                        |                  |
| Christo Iliev     | 11. května 1936    | 24. března 1974 (ve věku 37 let)                       | Levski Sofia     |
| Ivan Kolev        | 1. listopadu 1930  | 1. července 2005 (ve věku 74 let)                      | CSKA Sofia       |
| Dimitar Jakimov   | 12. srpna 1941     |                                                        | CSKA Sofia       |
| Petar Veličkov    | 8. srpna 1940      | 15. července 1993 (ve věku 52 let)                     | Lokomotiv Sofia  |
| Georgi Sokolov    | 19. června 1942    | 27. června 2002 (ve věku 60 let)                       | Levski Sofia     |
| Georgi Asparuchov | 4. května 1943     | Chyba: příliš mnoho volání #time 1971 (ve věku 28 let) | Botev Plovdiv    |
| Dinko Dermendžiev | 2. června 1941     | Chyba: příliš mnoho volání #time 2019 (ve věku 77 let) | Botev Plovdiv    |
| Panajot Panajotov | 30. prosince 1930  | Chyba: příliš mnoho volání #time 1996 (ve věku 65 let) | CSKA Sofia       |
| Georgi Nikolov    | 11. června 1937    |                                                        | CSKA Sofia       |